# 18730 Wingip
18730 Wingip este un asteroid din centura principală de asteroizi.

## Descriere
18730 Wingip este un asteroid din centura principală de asteroizi. A fost descoperit pe 23 mai 1998 la Stația Anderson Mesa în cadrul programului LONEOS. Asteroidul prezintă o orbită caracterizată de o semiaxă mare de 2,96 ua, o excentricitate de 0,05 și o înclinație de 2,9° în raport cu ecliptica.